# 規範固定
库仑规范（Coulomb gauge）是一种横场条件，定义为{\textstyle \nabla \cdot \mathbf {A} =0} 。
标量势φ和矢量势A对电磁场的确定不是唯一的，有可能对它们引进适当的限制条件。
在库仑规范下，时变电磁场情形下，标量势φ由方程{\displaystyle \nabla ^{2}\phi (\mathbf {r} ,t)=-{\frac {\rho }{\varepsilon _{0}}}}确定。这是瞬时的库仑势方程，库仑规范的名称由此而得。
在推导磁矢势时候可以借助来得到
{\displaystyle \nabla \times \mathbf {B} =\nabla \times (\nabla \times \mathbf {A} )=\nabla (\nabla \cdot \mathbf {A} )-\nabla ^{2}\mathbf {A} =-\nabla ^{2}\mathbf {A} }。